# Пензо, Ида Петровна
Ида (Ита) Петровна Пензо (Итта Пенцо-Фиттерман) (1906—1992) — советская балерина, актриса
.

## Биография
Родилась 1 января 1906 года в Царицыне, но была гражданкой Италии.
Танцевала на сцене Большого театра, работала в Одесском национальном оперном театре, снялась в ряде фильмов, в начале 1930-х годов перешла в Театр-студию под руководством Р. Н. Симонова.
В 1928 году вышла замуж за кинооператора В. С. Нильсена.
В 1929 году развелась в связи с арестом мужа, но в ссылку в г. Няндома Архангельской области поехала вместе с ним.
В 1933 году вернулась в Москву. После ареста Нильсена в 1937 году также была арестована, приговорена к 8 годам ИТЛ, руководила в лагере концертной бригадой. Была освобождена в марте 1943 года.
В мае 1944 года призвана в РККА, лаботарист Паркового дивизиона 22-й гвардейской миномётной роты, организовывала группы красноармейской самодеятельности, награждена орденом Красной Звезды (1945).
С 1945 года замужем за конструктором автомобилей Б. М. Фиттерманом. После ареста мужа в 1950 году была арестована повторно, находилась под арестом 3 года.
Умерла 1 июля 1992 года в Москве. Похоронена на Введенском кладбище (11 уч.).

### Фильмография
- 1927 — Сумка дипкурьера — Элен Висковска
- 1929 — Новый Вавилон — дама на балу
- 1929 — Чёрный парус — комсомолка
- 1930 — Неизвестное лицо — Наташа